# Pozsega
Pozsega (horvátul: Požega, 1992-ig Slavonska Požega, németül: Poschegg, latinul:  Posega) város és község Horvátországban, Pozsega-Szlavónia megye székhelye.

## A község települései
A községhez 31 település tartozik: Pozsega város és az alábbi 30 falu:
Alaginci, Bankovci, Ćosine Laze, Crkveni Vrhovci, Dervišaga, Donji Emovci, Drškovci, Emovački Lug, Golobrdci, Gornji Emovci, Gradski Vrhovci, Komušina, Krivaj, Kunovci, Laze Prnjavor, Marindvor, Mihaljevci, Nova Lipa, Novi Mihaljevci, Novi Štitnjak, Novo Selo, Seoci, Stara Lipa, Šeovci, Škrabutnik, Štitnjak, Turnić, Ugarci, Vasine Laze és Vidovci.

## Fekvése
A város Közép-Szlavóniában, a Pozsegai-medence délnyugati részén fekszik.

## Nevének eredete
Neve a szláv „požar” (= erdőtűz) főnévből származik. A név arra utalhat, hogy a település égetéssel kialakított erdőirtáson keletkezett.

## Története
A mai Pozsega területén létezett legkorábbi település maradványait a Radić utca területén találták meg. A leletek alapján a település az újkőkorban, i. e. 6000 körül virágzott. A Pozsegai-medence rézkori életéről mesélnek a Lasinja-kultúrához tartozó, az i. e. 2300-ból származó településmaradványok számos megmunkált tárgyi eszközeikkel. Jelentős bronzkori leletek származnak a Bajer nevű lelőhelyről is, ahol korabeli sírokat találtak. Az itteni folyamatos emberi jelenlétről árulkodnak a Kaptolon talált vaskori maradványok is.
A római korban közelében a rómaiak Incerum nevű útállomása állott. Abban az időben a Pozsegai-medencét Vallis Aureának, azaz Aranyvölgynek nevezték és több villagazdaság is állt a területén.
Anonymus szerint Bulcsú, Botond és Lehel honfoglaló magyarjai Zágráb alól lovagoltak Pozsega vára alá és azt elfoglalták. A vidék szláv lakossága azonban még két századon át félig elvadulva élt az erdők közt, melyből időnként felgyújtott egy-egy darabot, hogy a letelepedésre és földművelésre így alkalmas területeket nyerjen.
Szent László a pozsegai hercegséget unokaöccsének, Dávid hercegnek engedte át és 1093-ban megengedte neki, hogy Pozsega várát a tihanyi apátság rendelkezésére bocsássa. A 13. században Pozsega már ispánsági székhely, később a szlavón hercegek székhelye.

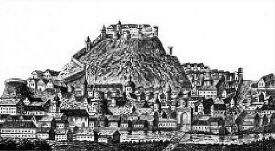
Pozsega vára a középkorban

Pozsega vármegye első írásos említése 1210-ből ered, amikor a király Lješnica birtokát a templomosoknak adományozta. Pozsega várának nevét „Castrum de Posega” néven egy 1227-es oklevélben említik meg először, melyben III. Honoriusz pápa engedélyezte Ugrin kalocsai érseknek, hogy megvegye Pozsega birtokát, hogy támaszpontként számolhasson vele a bosnyák bogumil eretnekek ellen. Pozsega a 13. század közepétől a 15. század elejéig királyi birtok volt. 1242-ben sikeresen állt ellen a tatár hadaknak. Ezután IV. Béla király Mária királynénak adományozta. Kedvelt tartózkodási helye volt V. István feleségének Erzsébet királynénak is, aki több oklevelet is keltezett innen. 1385-ben Pozsegára hívták össze azt az országgyűlést, melyen megpróbálták rábeszélni az ifjú Mária királynőt, hogy a Luxemburgi Zsigmonddal felbontott eljegyzést mégis megtartsák. 1386-ban a pozsegai vár falai alatt megvívott csatában verték szét a nápolyi pártiak seregét, majd 1387-ben a várat is visszafoglalták a Horvátiaktól Zsigmond hívei. 1432 előtt Tamási Lászlóé, 1438-ban a királynéé, 1443-tól Albert király adományaként a Tamásiaké. 1444-től Hédervári Lőrincé és utódaié. 1532-ben a Kőszeg ostroma alól visszavonuló török had a várost feldúlta, de a várat még sikeresen megvédték Habsburg Ferdinánd hívei. Végül 1537 telén Mehmed bég boszniai török segédhadakkal megerősített serege foglalta el és rövidesen szandzsákszékhely lett. Ezután Pozsegából indították a törökök támadásaikat, hogy elfoglalják nyugat Szlavónia többi részét. A város és a vár 1687-ben szabadult fel a török uralom alól, de csak egy időre, mivel 1690-ben újra elesett. 1691. szeptember 29-én a keresztény hadak szalánkeméni győzelme után szabadult fel végleg, amikor a török harc nélkül adta fel.

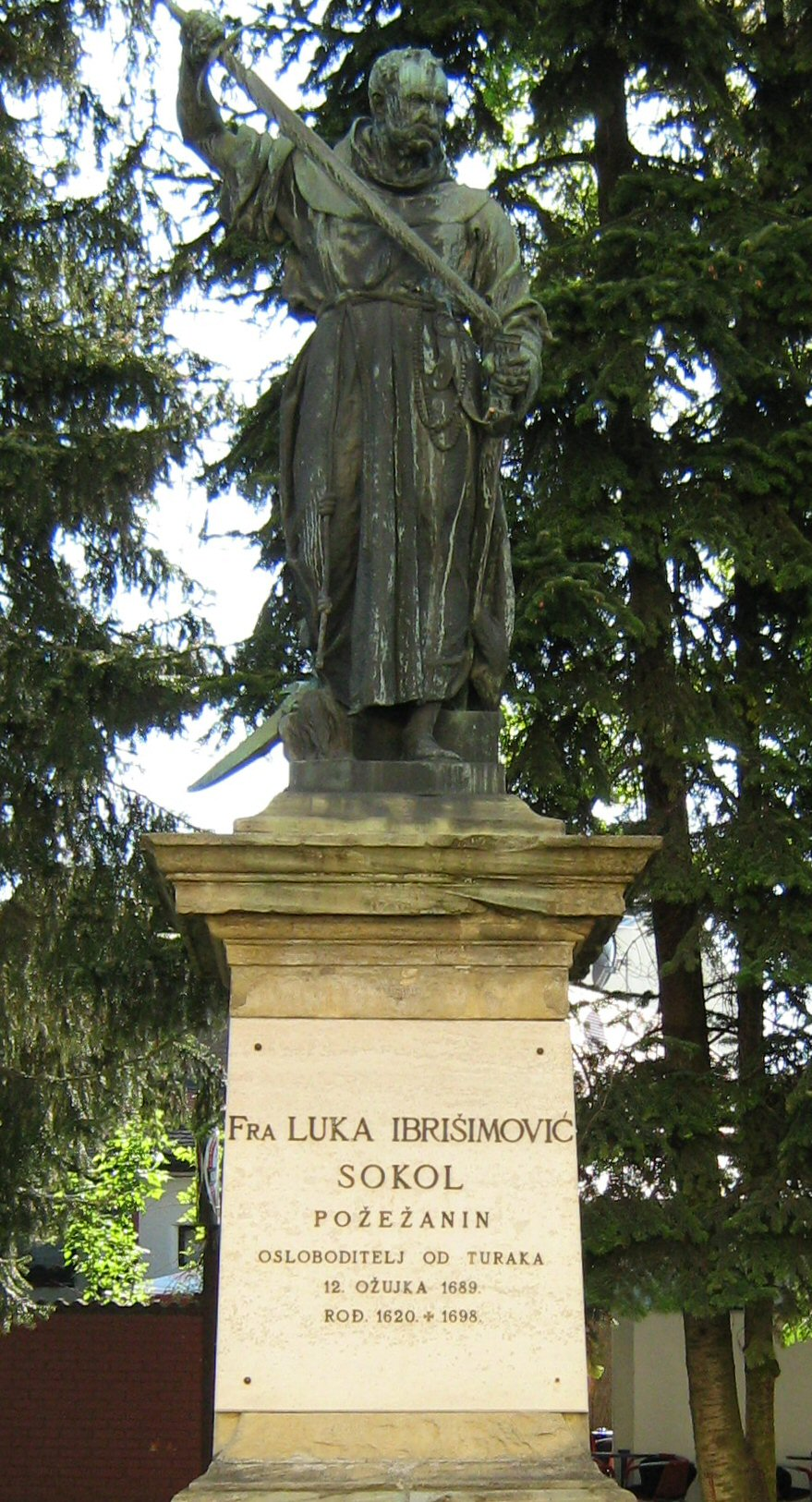
Luka Ibrisimovic-Sokol emlékműve

A török kiűzése után jezsuita atyák érkeztek Pozsegára és tevékenységük hamarosan érződött a város fejlődésén. 1699-ben megalapították a gimnáziumot, mely Horvátországban az ötödik, Szlavónia területén viszont az első ilyen intézmény volt. 1761-ben az intézményt filozófiai és teológiai fakultással akadémia rangjára emelték. Az 1739-ben kitört pestisjárvány 798 életet követelt a városban. 1745-ben újjászervezték Pozsega megyét, melyben két járást, a pozsegait és a pakrácit alakították ki. Pozsega 1765-ben Mária Teréziától szabad királyi városi kiváltságot kapott. 1779-ben nagy tűzvész pusztított, melyben a városi magisztrátus épületén kívül a ferences és a jezsuita kolostor is leégett. 
A 19. század elején a nehéz életkörülmények miatt nyugtalanság uralkodott a környékbeli parasztság között. Ez az időszak Pozsega fejlődésében is megtorpanást okozott. Később megkönnyebbülést jelentett a jobbágyság 1848-ban kivívott eltörlése. Ez a horvát nemzeti ébredés időszaka is, melynek Pozsega egyik jelentős központja volt. Az itteni pezsgő kulturális és társadalmi élet miatt a 19. századi Pozsegát „Szlavónia Athénjának” is szokás nevezni. Nyomdáját 1862-ben alapították. A város intenzív fejlődése kezdődött 1881-ben, amikor Franjo Ciraki került a városi tanács élére. A várost övező mezőgazdasági területekben, szőlőkben, erdőkben és ásványkincsekben gazdag terület megalapozta a gazdasági fejlődést. Pozsega fontos kereskedelmi központ lett kézműves műhelyekkel, ipari létesítményekkel. A városban ekkor már több mint 400 céh működött. 1894-ben megépült a régóta várt Pleternica-Pozsega vasútvonal és a vasútállomás épülete is.
A fejlett kulturális élet ellenére a 19. és 20. század fordulójára a város gazdasági fejlődése kezdett megtorpanni, majd az első világháború idején pedig a népesség csökkenése következett be. Eduard Kurschner polgármestersége idejében még bevezették az elektromos áramot, de az Osztrák–Magyar Monarchia szétesése után nehéz idők következtek Pozsega életében is. 1918-ban megalakult a délszláv állam, melyen belül Pozsega csak járási székhely lett. A két világháború közötti időszak a gazdasági stagnálás ideje volt, a második világháború kitörése pedig teljesen visszavetette. A háború utáni kommunista hatalom elsősorban az ipar fejlesztésére törekedett, de a város is terjeszkedett. Új városrészek létesültek.
1976-ban a megszüntetett gimnázium helyett új oktatási centrum kezdte meg működését a városban. A kulturális élet fő központja a SPOK klub volt, mely a legnépszerűbb zenei együttesek koncertjeit szervezte meg. 1990-ben megtartották az első többpárti szabad választásokat, melynek győztese a Horvát Demokratikus Közösség (HDZ) lett. A délszláv háború hadi eseményeinek hatására 1991 októberében megalakult a horvát fegyveres erők 123. pozsegai dandárja. A dandár 1991 decemberében az Orkan’91 hadművelet keretében a Psunj-hegység 13 településének visszafoglalása után a szalatnoki és verőcei dandárokkal együttműködve Nyugat-Szlavónia számos településének felszabadításában vett részt, katonái közül 57-en haltak hősi halált. Hősi emlékművük a róluk elnevezett téren áll, a városi múzeumban pedig emlékszoba őrzi emléküket.

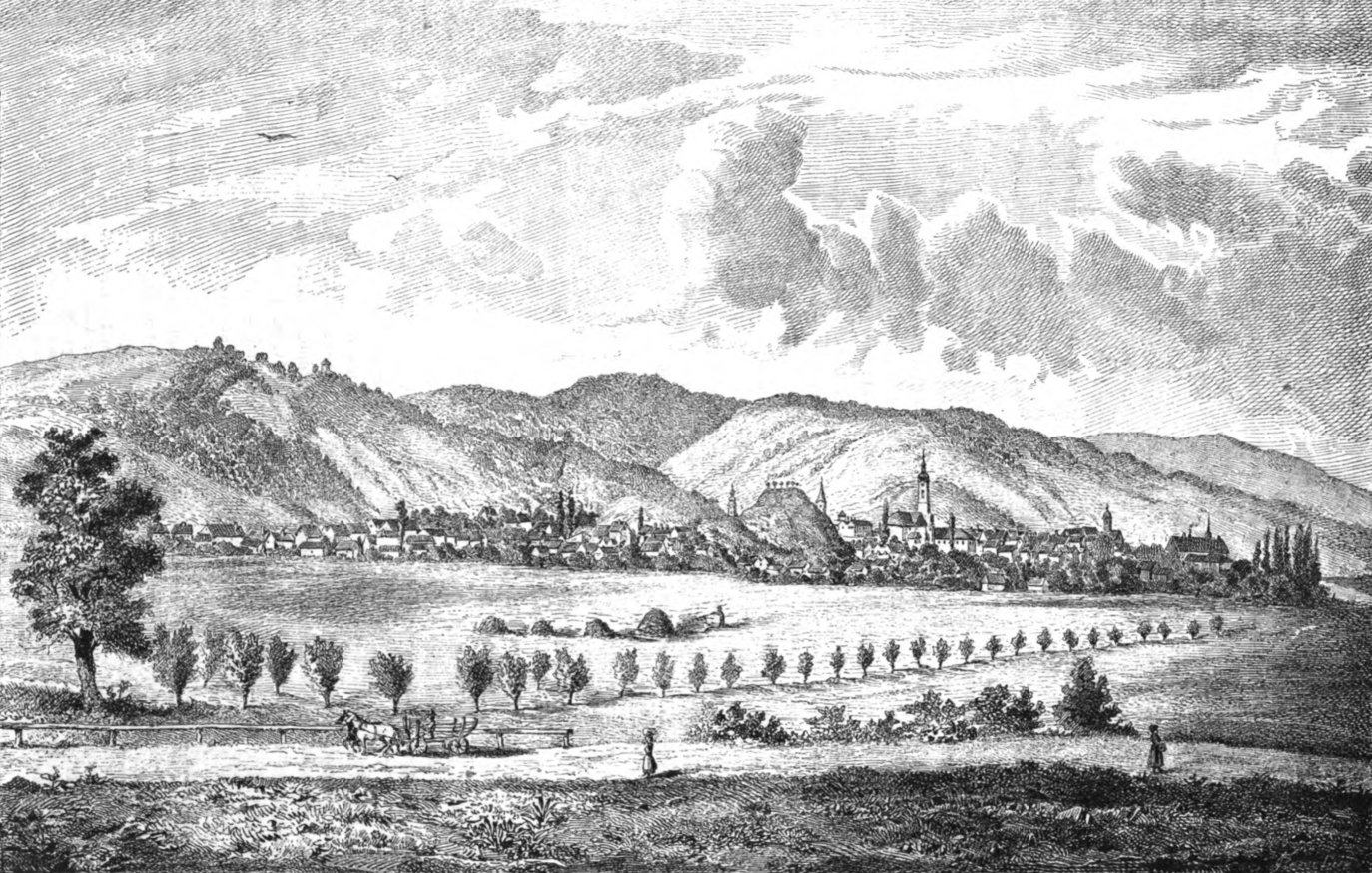
Pozsega – Kramberger metszete 1880-ból

A közigazgatás újjászervezése során 1992-ben Pozsega városa visszakapta régi nevét (addig Slavonska Požegának nevezték). 1993-ban történetében immár harmadszor is megyeszékhely lett, az újonnan létrehozott Pozsega-Szlavónia megye székhelye. 1997. július 5-én II. János Pál pápa Praeclarum evangelizations opus című apostoli levelével megalapította a pozsegai római katolikus püspökséget. Az első pozsegai püspök Antun Škvorčević lett. 1998-ban megalapították a pozsegai főiskolát.

## Lakossága
| Lakosság változása | Lakosság változása | Lakosság változása | Lakosság változása | Lakosság változása | Lakosság változása | Lakosság változása | Lakosság változása | Lakosság változása | Lakosság változása | Lakosság változása | Lakosság változása | Lakosság változása | Lakosság változása | Lakosság változása | Lakosság változása |
| ------------------ | ------------------ | ------------------ | ------------------ | ------------------ | ------------------ | ------------------ | ------------------ | ------------------ | ------------------ | ------------------ | ------------------ | ------------------ | ------------------ | ------------------ | ------------------ |
| 1857               | 1869               | 1880               | 1890               | 1900               | 1910               | 1921               | 1931               | 1948               | 1953               | 1961               | 1971               | 1981               | 1991               | 2001               | 2011               |
| 2.227              | 2.962              | 3.294              | 4.077              | 4.988              | 5.899              | 7.040              | 7.125              | 8.544              | 10.052             | 13.251             | 18.184             | 19.867             | 21.046             | 20.943             | 19.506             |

1910-ben 5899 lakosából 4119 horvát, 479 szerb, 446 magyar, 408 német és 295 cigány volt. 2001-ben a hozzá tartozó településekkel együtt 28 948 lakosa volt, ebből 25 828 horvát, 1513 szerb, a magyarok száma 28.

## Nevezetességei
- Az Ávilai Szent Teréz székesegyházat 1756 és 1763 között építették az előzőleg lebontott raktárépület és laktanya anyagának felhasználásával későbarokk stílusban. Felszentelését 1763. július 24-én Franjo Tauszy zágrábi püspök végezte. Különösen értékes a barokk-rokokó berendezés. Az Ávilai Szent Teréz főoltárt maga Mária Terézia királynő adományozta, oltárképét Caspar Franz Sambach bécsi mester festette. Tauszy püspök egy fából faragott, gazdagon aranyozott rokokó gyóntatószéket adományozott a templomnak. A Nepomuki Szent János oltár Nádasdy Ferenc horvát bán adománya, rajta a bán címerével. Az oltárképet Johann Bander bécsi mester festette. A vele átellenben álló Szent Mihály oltár a pozsegai születésű Josip Maurović kutjevói plébános adománya. Értékesek az eredeti tölgyfa padok is. A templom kifestését először egy olasz festőre Antoninire bízták, de mivel munkája nem nyerte el a megbízók tetszését végül két neves horvát festőművész Celestin Medović és Oton Iveković készítette el a freskókat 1899-ben. Ebben az időben készült el a templom kerámia padozata is. A festett üvegablakok Geylings Erben bécsi festőművész műhelyében készültek, míg a templom orgonáját Josip Brandl marburgi mester építette. 1926-ban a toronysisak a tetőszerkezetre zuhant és áttörve a boltozatot nagy károkat okozott a berendezésben. A károkat hamarosan helyrehozták. A kommunista uralom idején a templomot nem lehetett felújítani, így erre csak 1994 és 1996 között került sor.
- A székesegyház kapuzata közelében 1893-ban állították fel Kiss György szobrászművész „Pozsegai Sokol” emlékművét. Az alkotás a Sokolnak, azaz Sólyomnak is nevezett Luka Ibrišimović atyának, a törökellenes 1688-as szlavóniai népfelkelés vezéralakjának állít emléket. Mai helyére a második világháború után került. A pozsegaiak minden év március 12-én Nagy Szent Gergely pápa ünnepén emlékeznek a rettenthetetlen ferences barátra és a török elleni győztes csatára. Ez ma is a város ünnepnapja.

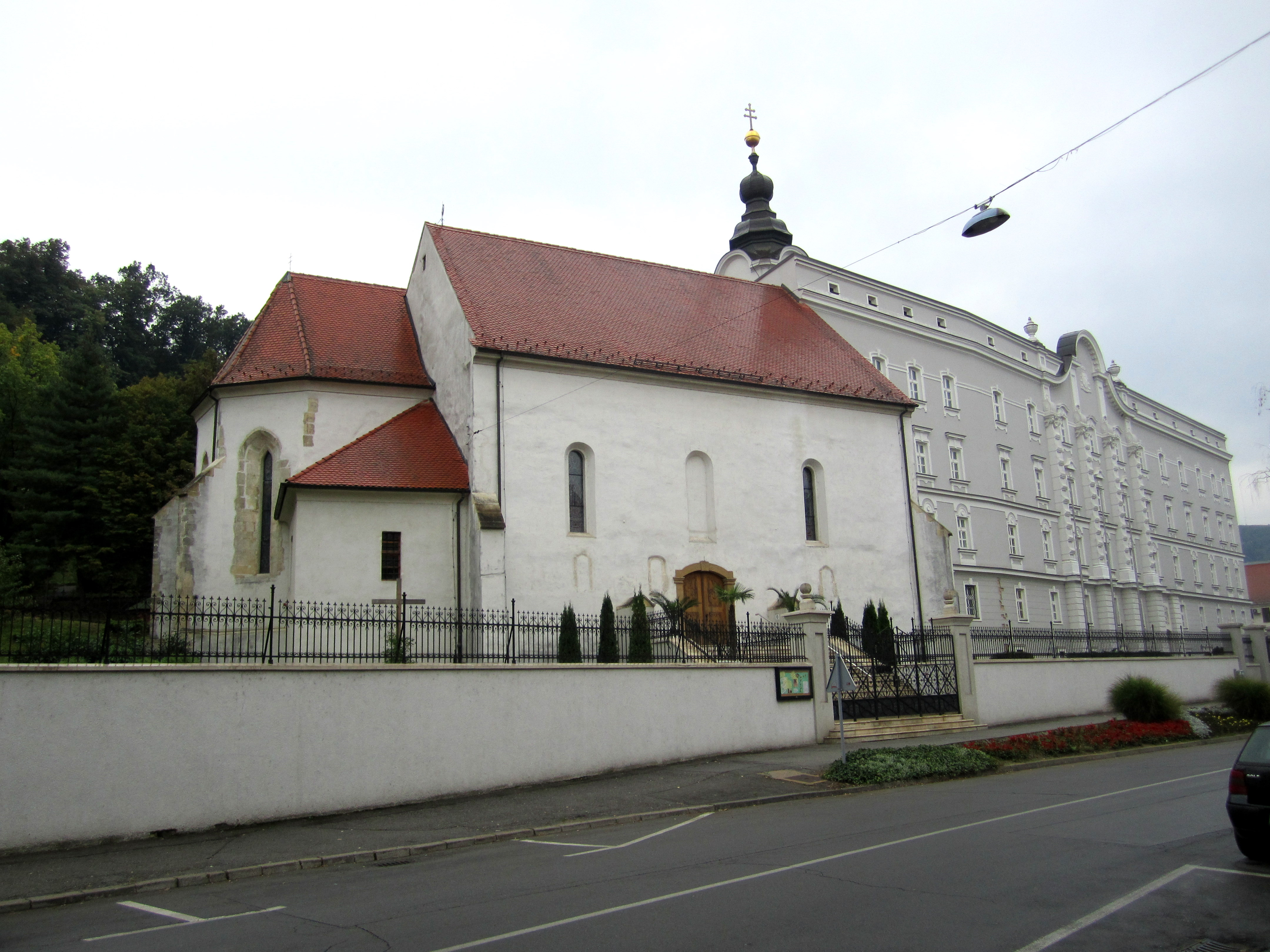
A Szent Lőrinc templom a püspöki palotával

- A Szent Lőrinc templom[6] a város egyik legősibb épülete, mely túlélte a 150 éves török uralmat is. Legrégibb része a hajó a szentéllyel a 13. század végén és a 14. század elején épült. A mai mellékhajót a 15. században építették hozzá, majd 1510 körül reneszánsz árkádokkal kötötték össze az egyik középkori templommal. A török uralom idején dzsámivá alakították át, majd raktárként szolgált. 1698-ban jezsuiták érkeztek a városba, akik megkapták a templomot és hozzáláttak megújításához. 1705-ben a délnyugati oldalhoz felépült az új harangtorony, mely 1765-ben nyerte el mai formáját.
- A főoltár 1706-ban, a Szent József és a Xavéri Szent Ferenc mellékoltárok 1713-ban készültek el. 1726-ban a hajó északi oldalához hozzáépítették a Lorettói kápolnát. A mellékhajó alatt sírboltot alakítottak ki, ahová a szerzetesek és az arra érdemes polgárok temetkeztek. Az orgonát 1740-ben Budán vásárolták. 1711-ben a templom mellett felépítették a jezsuita kolostort,[7] melyet egy átjáró kötött össze a templommal. 1773-ban a rendet pápai rendelettel felszámolták, majd 1776-ban a gimnázium is bezárt. Az épületeket a pálosok vették át, de 1786-ban II. József rendeletére őket is feloszlatták és az épületeket az enyészetnek hagyták. 1832-ben a templomot és a kollégiumot nyilvános árverésen Aleksandar Alagović zágrábi püspök vásárolta meg. Ekkor a templom már alapos renoválásra szorult. 1895-ben a kollégium épületét a templomig hosszabbították meg, majd 1903-ban egy harmadik emeletet húztak rá. 1946-ban az épületet államosították és csak 1995-ben kapta vissza az egyház. 1997-ben a püspökség alapításakor ez lett a püspök székhelye, a templom pedig püspöki rezidencia templomává vált.

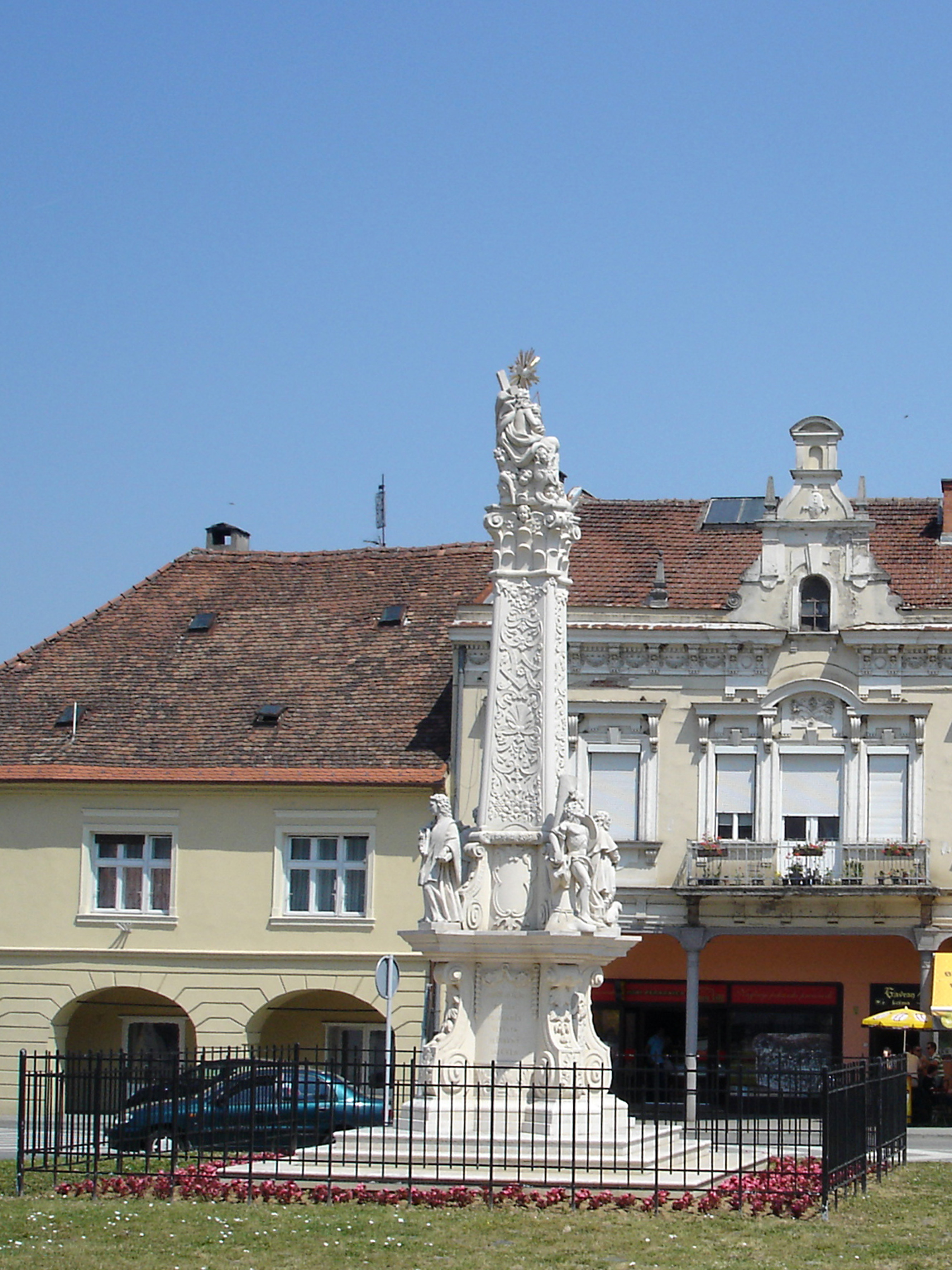
A Pestisoszlop a Szentháromság téren

- A város központi tere és történelmi városmagja a Szentháromság tér. A tér szabálytalan háromszög alaprajzú, de területe nagyobb az ország hasonló középkori tereinél. A 18. századtól ez volt a városi piactér, a város gazdasági, politikai és kulturális életének központja és ezt a szerepét a mai napig is megtartotta. Mai formáját is a barokk korban kapta, bár neve időközben többször változott. Itt találhatók a város legszebb barokk épületei. A tér közepén áll az 1749-ben emelt pestisoszlop, melyet az 1739. évi pestisjárványt követően fogadalomból állítottak a 798 elveszett életért.[8] Az oszlop tetején a Szentháromság szobra, talapzatán pedig a felállítás ténye és oka olvasható.
- A pestisoszloppal szemben áll a Szentlélek templom és a ferences kolostor épülete.[9] A történeti források szerint mindkettőt 1285-ben építették. A török időkben dzsámivá alakították át. A török kiűzése után a ferencesek a templomot megújították a kolostort pedig újjáépítették. A szentély alatti sírboltba a város több nevezetes polgárát temették, köztük a török elleni felszabadító harc egyik vezéralakját Luka Ibrišimović „Sokol” atyát. Mai formáját a 19. század második felében nyerte el, amikor egy nagy tűzvész után újjáépítették. 1995-ben régészeti feltárások voltak a templomban és ekkor találták meg a 13. századi román kapuzatot, mely az egyik legnagyobb román stílusú portál az országban. A kolostor gazdag könyvtáráról is nevezetes, ahol több könyvritkaságot is őriznek.
- A Szentháromság téren áll a Városháza épülete[10] is, melyet 1785-ben építettek és a helyi politikai élet központja. Az épületet többször megújították és átépítették. A legnagyobb felújítást az 1842-esd tűzvész után kellett elvégezni, amikor az épület az egész városközponttal együtt leégett. Legutóbb 1995-ben újították fel. Ma a Városháza három épületben működik.
- A Városháza közelében áll a Városi múzeum épülete, mely szintén a város régebbi épületei közé tartozik. A 18. században építették barokk stílusban. Mivel saroképület két utcai homlokzata van, az emeleti sarokrészen pedig az a Mária-szobor áll, melyet még az egykori tulajdonos Thaller gyógyszerész állított. A múzeumot 1924-ben alapították, de csak 1953 óta működik ebben az épületben. Régészeti, várostörténeti, művészettörténeti és néprajzi kiállítása van.
- A Megyeháza[11] emeletes barokk épülete is a 18. században épült és itt helyezték el a járási hivatal irodáit. 1745-ben Pozsega megye újraszervezésekor pedig megyeházává alakították át. Mai formáját a 19. és 20. század fordulóján nyerte el. Belül különös gonddal rendezték be, hiszen olyan személyiségeket is vendégül látott mint Jelačić bán és I. Ferenc József császár.
- A vincés nővérek kolostorát[12] 1726-ban építették gimnázium céljára. 1761 és 1776 között benne működött az „Academia Posegana” filozófiai és teológiai fakultásokkal. Az intézmény professzorai és diákjai révén nagyban hozzájárult a város kulturális és művelődési fejlődéséhez. Diákja, majd igazgatója volt a neves jezsuita író és költő Antun Kanižlić, akinek emlékére 1969-ben emléktáblát avattak az intézmény bejáratán. Az irgalmas nővérek 1862-ben érkeztek Pozsegára és 1878-ban költöztek be az épületbe, majd saját költségükön átalakították és második emeletet huzattak rá.
- Pozsega várának felszíni nyoma nem maradt. A helyén ma park és sétány található, melyet 1877-ben Vilim Just tervei alapján alakítottak ki. A sétány hivatalosan Strossmayer püspök nevét viseli, de a helyiek legtöbbször Stari gradnak vagy Gradnak nevezik. A várdomb aljában játszóteret létesítettek.
- Az Első Pozsegai Takarékpénztár épülete 1907-ben épült Hönigsberg és Deutsch tervei szerint, szecessziós elemekkel rendelkező reprezentatív házként. Ma a Városi Könyvtár működik benne. A homlokzat középső része, valamint az épület nyugati és keleti sarka hangsúlyos. A központi rizalit földszinti része három nyílással, a csarnok központi bejáratával van tagolva. A falfelületet stilizált, rusztikus csíkokkal látták el. Az első emelet három nyitott erkéllyel és ablaknyílásokkal tagolt, rizalitmezőjét tetőtér zárja le. A rizalit tetejét manzárd és fémlemez borítja.[13]
- Az egykori Leányiskola (ma "Antun Kanižlić" általános iskola) 1904-ben épült.[14] A historikus stílusjegyek (neoreneszánsz, neoklasszicizmus) reprezentatív épülete egy középső, kissé kiemelkedő rizalittal, amelynek a tetején háromszög alakú oromzat található, melyet egyszerű domborművek díszítenek. Az ablaknyílások ugyanolyan méretűek, de az első emelet profilozott keretei alakjukban különböznek. A keleti oldal homlokzatát a központi folyosókon lévő nagy ablaknyílások és a földszinten rögtönzött bejárat tagolja.
- A mezőgazdasági iskola épülete[15] 1886-ban épült historikus stílusban. Az épület egy olyan komplexum része, amely az iskola mellett több épületet is magában foglal, amelyek gazdasági irodaként és professzorok irodájaként szolgáltak. A homlokzat szimmetriáját a középső és az oldalsó rizalit hangsúlyozza. A központi rizalit figurális ábrázolással díszített oromzattal zárul, alatta az iskola nevével ellátott felirat található. Az első emelet oldalsó mezőit növényi motívumok, valamint a mezőgazdaság és a szőlőtermesztés szimbólumai díszítik.
- A Szent Rókus-kápolna 1796-ban épült egyhajós épületként, félköríves apszissal, a főhomlokzat feletti harangtoronnyal. Helyi mesterek építették egy régebbi barokk templom helyén. Téglából épült, a hajó boltozatos. A tető nyeregtetős, cserepekkel fedett.[16]
- A gyógyszertár épülete 1779 körül épült barokk, egyemeletes saroképületként, melyet az udvari oldalán elhelyezett tábla bizonyít. 1888-ban és 1894-ben megújították. A főhomlokzatot a földszinten az árkád boltívei, az első emeleten pedig ablaknyílások tagolják. Az ablakok szélesek, háromszárnyúak, melyek a régiek befalazása után kerültek beépítésre, ami megzavarta az épület eredeti barokk megjelenését. Az oldalsó homlokzat földszintjét stilizált rusztikus, keskeny ablaknyílások és ajtók hangsúlyozzák, amelyek fölött a "LJEKARNA" (gyógyszertár) felirat található, egy Aesculapius és Hygiene domborművel.[17]
- Az Igazságügyi palota saroképülete 1895 és 1896 között épült a historizmus szellemében a volt Királyi Pénzügyi Igazgatóság számára Honigsberg és Deutsch építészek tervei alapján. A szinte kör alaprajzú sarokrész köti össze az épület két szárnyát. A palota homlokzata reprezentatív módon van kialakítva, főként neoreneszánsz elemekkel.[18]

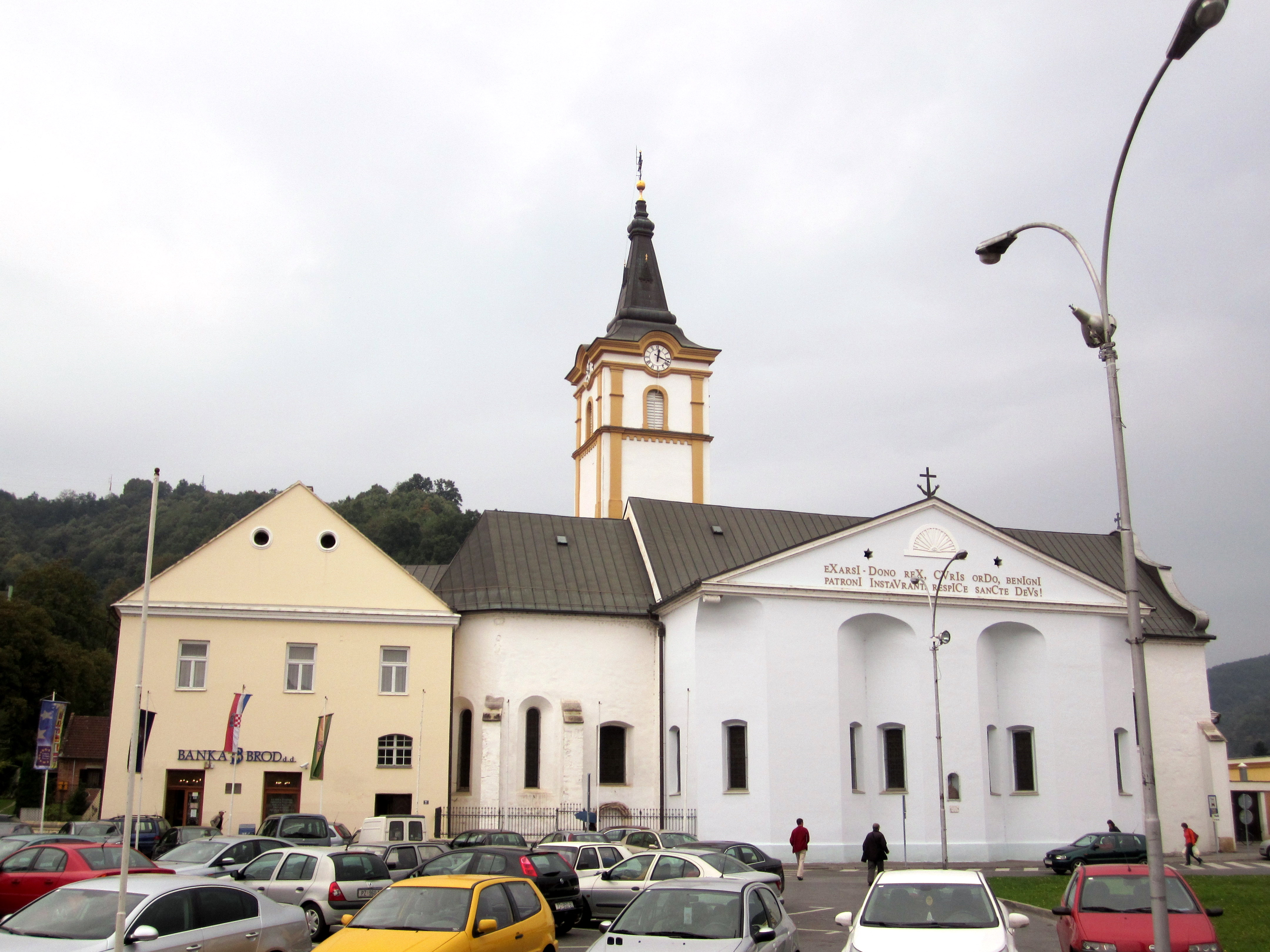
Szentlélek templom

## Gazdaság
- élelmiszeripar: Zvečevo d.d. Požega csokoládégyár
- fémipar: Plamen-International d.o.o. – konyhafelszerelések, Color Emajl d.o.o. – kandallók
- textilipar: Sloga IMK d.d., Orljava d.o.o.
- fa- és bútoripar: Spin Vallis d.d., Vallis Fagus d.o.o.
- bor- és gyümölcstermesztés: a városban több magánborászat és pálinkafőzde működik

## Kultúra
- Pozsegán nagy hagyományokkal rendelkezik a színjátszás. A városban 1715-ben tartották meg az első színházi előadást. A városi színtársulatot 1945-ben alapították, a mai színházépületet pedig 1995. március 10-én nyitották meg az Ivica Plovanić által rendezett „Nézd milyen szép nap kezdődik” című előadással. A társulat mai is gazdag repertoárral rendelkezik és a színház a város kulturális életének egyik központja.
- A városi könyvtár és olvasóterem az 1873-ban alapított Első Pozsegai Takarékpénztár épületében nyert elhelyezést. Az épület 1907-ben épült szecessziós stílusban Leo Hönigsberg és Julio Deutsch neves zágrábi építészek tervei szerint. A helyi olvasókört még 1845-ben alapították „Lectoria societas” néven az ébredező horvát nemzeti mozgalom hatására. Neve nemsokára Nemzeti olvasókörre változott. Ennek keretében 1876-ban alapították meg a városi könyvtárat, mely gyorsan helyi kulturális élet központjává vált. A második világháború után a Nemzeti Könyvtár és Olvasóterem nevet vette fel. 1980-ban a Kulturális és Művelődési Központba integrálták és csak 1991-ben nyerte vissza önállóságát.
- Az egykori szegényház épületét 1862-ben vásárolta meg a várostól Miroslav Kraljević nyomdász, ahol Szlavóniában elsőként megalapította saját nyomdáját. Itt nyomtatták ki az első Pozsegán írt regényt a „Pozsegai diákot” és számos más fontos helyi publikációt. Homlokzatán emléktábla hirdeti egykori tulajdonosának nevét.

A város nagyobb kulturális rendezvényei:
- „Aurea Fest” bor- és gasztronómiai fesztivál
- „Zlatne žice Slavonije” (Aranyhúr Szlavónia) zenei fesztivál
- „Hrvatski festival jednominutnog filma” az egyperces filmek horvát fesztiválja
- „Dani Dobriše Cesarića” – Dobriša Cesarić költészeti napok a legjobb kiadatlan költeményekért
- „KaFe” és „KaZlaDo” színházi fesztiválok
- „Orguljaške večeri” orgonaestek a székesegyházban
- „Grgurevo” Szent Gergely napja a város ünnepe (március 12.)

## Oktatás
- A Katolikus elemi iskola és gimnázium épületét 1877-ben Vilim Just városi mérnök tervei szerint emelték és 2007-ig a pozsegai gimnázium működött benne. 1888-ban a gimnázium akkori fiatal tanára Oton Kučera kezdeményezésére az épület tetején csillagvizsgálót létesítettek, mely a térség első iskolai csillagvizsgálója volt.
- A pozsegai gimnázium új épületét Ana Nada Krpelnik tervei szerint 2009-ben építették. Az épület az egyik legkorszerűbb Horvátországban és a legjobb feltételeket biztosítja a mintegy 700 diák számára. A helyi gimnáziumi oktatás az egyik legrégibb az országban, hiszen a jezsuiták már 1699-ben megalapították. 1761 és 1776 között „Academia Posegana” néven működött. 1773 után a pálosok, majd a ferencesek irányítása alatt működött. 1925-ben reálgimnáziumi státuszt kapott. 1976-ban integrálták a „Zvonko Brkić” kulturális és oktatási központba és csak 1992-től lett újra önálló intézmény.
- A Zenei elemi iskolát 1970-ben alapították, ekkor vált ki az 1962-ben alapított népi szabadegyetemből. Ekkor az iskolának mintegy 140 tanulója és iskolai zenekara is volt. 1976-ban az intézmény Krešimir Baranović nevét vette fel. 2014 januárjában az iskola új, korszerű épületbe költözött.

További oktatási intézmények:
- Pozsegai Főiskola (1998-ban alapították)
- Nyelvi gimnázium
- Természettudományi és matematikai gimnázium
- Katolikus gimnázium
- Zenei középiskola
- Gazdasági iskola
- Szakmunkásképző iskola
- Mezógazdasági-élelmiszeripari iskola
- Antun Kanižlić elemi iskola
- Julije Kempf elemi iskola
- Dobriša Cesarić elemi iskola
- Katolikus elemi iskola

## Sport
Pozsega sportélete különösen gazdag hagyományokkal rendelkezik. Az első sportegyesületet a városi lövészklubot 1871. július 14-én alapították. A „Lastavica” kerékpáros egyesület alapítása az 1897-es évben történt. 1898-ban megalakult a hegymászóklub, 1905-ben pedig a tornaklub. Az első teniszklubot 1911-ben alapították, míg az első teniszpálya már 1894-ben megépült. A város első atlétikai klubját 1911-ben alapították.
A labdarúgás kezdetei az 1908-as évre nyúlnak vissza, amikor az ismert író Josip Pavičić az első labdát hozta a városba. Még ebben az évben megalakították a helyi középiskolások „Nogometni klub seniora” néven az első labdarúgóklubot, júniusban pedig már lejátszották az első mérkőzést is a zágrábi középiskolásokkal. Különösen két labdarúgóklub játszott jelentős szerepet a város sportéletében az 1923-ban alapított „Građanski” és az 1931-ben alapított „Radnički”, melyek között akkoriban nagy rivalizálás is volt. A második világháború kitörése mindkét klubot megszüntette. A háború után 1946-ban megalakult a „Jedinstvo” labdarúgóklub, majd 1954-ben a városi öntöde munkásai újraalapították a Radničkit, mely 1964-ig működött. Az 1964-ben megszűnt Jedinstvo utódja a Radnički legjobb játékosait is átvevő NK „Slavonija” lett. 1962-ben megalapították a ma is működő NK Požegát.
A város első sakk klubját 1934-ben alapították. Az első sporthorgász egyesületet „Sportsko ribarsko društvo” néven 1938-ban hozták létre, 1953-ban megalakult a „Saran” egyesület. A város első tornatermét, a mai „Sokol” tornatermet 1940-ben nyitották meg. Az első atlétikai stadiont 1950-ben építették a mai új gimnázium helyén. Az első olimpiai szabványoknak megfelelő úszómedencét 1953-ban adták át és ebben az évben megalakult az úszóklub is. Ugyancsak 1953-ban alapították a Požega asztalitenisz klubot. Az első autó-motor klub 1946-ban alakult, az első motorversenyt pedig 1951-ben rendezték a város utcáin. Az első kosárlabdaklub a KK „Jedinstvo” 1947-ben alakult és ebben az évben épült meg az első kosárlabdapálya is. 1959-ben megalapították a KK „Požega” kosárlabdaklubot. 1961-ben megépült a kispályás sportok új otthona a Grabrik sportcsarnok.
A kézilabdasport kezdetei a két világháború közötti időszakra nyúlnak vissza. Az első kézilabdaklub 1932-ben az ŠK Radnički keretében alakult meg. A háború után 1953-ban először még csak női csapattal alapították az RK „Jedinstvo” kézilabdaklubot, 1954-ben pedig megalakult az RK „Radnički” is. 1961-ben a Grabrik sportcsarnok átadása jelentősen elősegítette a kézilabdasport fejlődését. 1971-ben a sportlövők kaptak új, modern lőteret. 1980-ban befejeződött a Sport- és Rekreációs Központ építése. A város első ligás csapatai közé tartoznak a ŽKK Požega női kosárlabdacsapata, a ŽRK Požega női kézilabdacsapata, a GSD Spin Valis lövészei és a GSK Požega sakkozói. Az SNK Slavonija labdarúgói a második ligában szerepelnek.

## A város szülöttei
- Vjekoslav Babukić, nyelvész
- Zlatko Bourek, szobrász, festő
- Josip Buturac, történész
- Dobriša Cesarić, költő
- Franjo Ciraki, irodalmár
- Grgur Čevapović, irodalmár
- Boris Hanžeković, atléta
- Željko Hell, irodalmár
- Antun Kanižlić, irodalmár
- Julije Kempf, író, költő
- Marko Kopljar, kézilabdázó
- Miroslav Kraljević, festő
- Dragutin Lerman, hrv. istraživač
- Željko Marković (1889–1974) matematikus, akadémikus, egyetemi tanár
- Vilma Nožinić, operaénekes
- Josip Pavičić, irodalmár
- Matko Peić, irodalmár, festő
- Ante Šercer, orvos
- Andrija Štampar, orvos
- Josip Eugen Tomić, irodalmár
- Ivana Kindl, énekesnő
- Vesna Pisarović, énekesnő
- Dino Jelusić, énekes
- Predrag Stojaković, szerb kosárlabdázó
- Ćiro Gašparac, énekes
- Kićo Slabinac, énekes
- Alen Kopunović Legetin, orgonás
- Franjo Sebastijanović, irodalmár
- Tvrtko Jakovina, történész
- Hrvoje Kovačević, irodalmár

## Testvértelepülések
- Budapest VII. kerülete, Magyarország